# Изгубената река
„Изгубената река“ (на английски: Lost River) е американски фентъзи трилър от 2014 г. на режисьора Райън Гослинг по негов сценарий. Във филма участват Кристина Хендрикс, Сърша Ронан, Иън де Каестекер, Мат Смит, Бен Менделсън, Барбара Стийл и Ева Мендес.
Снимките започват в Детройт на 6 май 2013 г. Премиерата на филма се състои в рамките на състезанието „Особен поглед“ на филмовия фестивал на Кан през 2014 г. Филмът излиза по кината в Съединените щати на 10 април 2015 г.

## Актьорски състав
- Кристина Хендрикс – Били
- Иън де Каестекер – Боунс
- Сърша Ронан – Плъхът
- Мат Смит – Побойникът
- Бен Менделсън – Дейв
- Ева Мендес – Котката
- Реда Катеб – Шофьор на такси
- Барбара Стийл – Бабата
- Ландин Джоузеф Стюарт – Франки